# 海軍戦略
海軍戦略（かいぐんせんりゃく、英:Naval strategy）とは海軍における戦略である。

## 概要
海軍戦略は海上における国益の保護、獲得のための海洋戦略に関わる戦略である。狭義には戦時において方面作戦を計画・準備し、海軍力を配置・運用することによって、海戦術を効果的に発揮して戦うことが可能となる。また広義には平時における海洋戦略の中心として、政治目的の達成のための外交政策や海上交通路や海洋権益の維持や開発支援などを行うことができる。
その国家の海洋との位置関係にもよるが、海洋は非常に重大な国益と関係していることが多い。食料資源地域、工業資源地域・エネルギー資源地域としても海洋には有用な地域であり、また海上交通路は軍事作戦、貿易、輸送において非常に重要な価値を持つ。また国土が海洋と接触している場合、領海を守ることも国土防衛のために有効な手段であり、一方で敵国に戦力投入を行う場合では海域の制海と陸上部隊への火力支援及び後方連絡線の確保などが遂行できる。外交政策と連携して行われる示威活動や軍事交流を行う場合でも艦艇の持つ政治的象徴性は大きな意味を持っている。また現代では核兵器の登場に伴って海上戦力は戦略的核抑止力としての機能も備えるようになった。以上の活動を行うためにはどれも制海権が関係してくる。制海権は敵海上戦力の破壊または無力化、敵指揮機能の破壊または無力化、敵陸上支援施設の破壊または無力化などによって得られる。
海軍戦略の下位には海戦術があり、艦艇あるいは艦隊が海戦において、どのように機動・攻撃するかを企画し実際に指揮統率するための技術・科学である。ただし海戦は戦略配置によって大きく勝敗が左右されるために海戦術の影響は海軍戦略よりも劣る。例えば日露戦争において日本海軍はロシア海軍部隊が対馬海峡を通過するのか、津軽海峡を通過するのかについて上層部で見解が分かれ、対馬海峡を通過して来ると判断して対馬海峡に部隊を配置すると決心したことは、日本海海戦の勝利に大きく寄与した。
造船・航海技術・軍事技術の進展によって海軍戦略は発展するものである。これは艦艇に装備する火砲が前込め砲から後込め砲になり、その艦艇も帆走から機走、木製から鉄製に変化し、機雷や魚雷、潜水艦や航空機の登場などに起因するものである。また海外領土と通商の重要性が増すと共に制海権の保持という海軍の基本的な任務が発展していった。

## 歴史

### 現存艦隊主義
現存艦隊主義あるいは艦隊保全主義、フリート・イン・ビーイング（fleet in being、「存在する艦隊」の意味）とは、艦隊を温存することで潜在的な脅威とし、敵の海上勢力の自由な活動を妨げる海軍戦略である。トリントン伯アーサー・ハーバートが最初に「存在する艦隊（fleet in being）」という言葉を使ったとされている。1690年、大同盟戦争の最中にはるかに優勢なフランス艦隊に直面して、トリントン伯は特に形勢の良い場合を除き戦闘を回避し、援軍の到着を待つことを提案した。彼の戦隊が「存在する」ことで、フランスが海の覇権を取ることを妨げ、イギリスを侵略から守れるとした。トリントン伯はフランス艦隊と戦うことを強いられたが、消極的な行動に終始して敗れ（ビーチー・ヘッドの海戦）、軍法会議にかけられた。トリントン伯は、自身が現存艦隊主義による自国艦隊の喪失回避に徹したため、フランスを海の覇者とするまでには至らせなかったと弁明し、無罪となった。

### 通商破壊
通商破壊（英語: the guerre de course）とは、敵の通商を妨害するために敵国の商船団を海軍力を以って攻撃することで、間接的に敵を減衰させる戦略である。1690年代の中頃にフランスの大西洋岸の港、特にサン・マロとダンケルクから出撃するフランスの私掠船が、同盟関係にあるイギリスとオランダの交易にとって大きな脅威だった。イギリス政府は、軍艦を商船隊の護衛に、巡視船を私掠船狩りに派遣した。フランスでは、イギリス・オランダに対する私掠船の成功から、軍艦を戦闘のために使う（フランス語: guerre d’esquadron）よりも貿易戦争を支援する通商破壊（フランス語: guerre de course）の方向に変えつつあった。イギリス・オランダの商船隊は、通商破壊艦隊の大きな目標だった。この政策転換の結果、1693年6月17日、トゥールヴィル伯アンヌ・イラリオン・ド・コタンタンがスミルナ行きの同盟船団を襲い劇的な成果を上げた（ラゴスの海戦）。
貿易戦争支援を艦隊の戦略とすることの不利は、自国の商船を無防備にすることである。個々の襲撃隊は敵が大きな部隊を派遣してきたときは散々に打ち負かされてしまう危険性もある。1806年のサン・ドミンゴの海戦（en）におけるレッセグ提督や、1914年のフォークランド沖海戦におけるマクシミリアン・フォン・シュペーの例がある。
通商破壊に対する対抗策としては、護送船団を編成するなどしての直接護衛と、敵の通商破壊艦の掃討など積極的な海戦による制海権確立の2つの戦略が考えられる。護送船団による直接護衛が正しく運用されれば、個々の通商破壊艦を掃討するよりも通商保護の手段として効果的な場合がある。しかし、敵国が有力な海上戦力を保有して海戦を挑んでくる場合、直接護衛方式では対処可能な護衛艦を整備するために膨大な資源を要し、しかも実際に戦闘となった場合には足手まといな商船を保護しながらの困難な戦術行動を強いられる。したがって、積極的な決戦を求める戦略のほうが、効果的に通商保護できる場合もある。

### 海上封鎖
海上封鎖とは海軍力で敵の港湾の出入港を封鎖することである。17世紀末までは、9月から5月ないし6月まで、大型船を港外に出しておくことは不可能あるいは軽率なことと考えられていた。それ故に敵をその港に閉じ込めておくことは、いかなる海軍でも無理であった。更に敵を止めているよりも前に海に出ているかもしれず、艦隊の任務は商船隊の護衛の方に回された。最初の海上封鎖は1758年-59年イギリスのエドワード・ホーク卿によって開始され、セント・ヴィンセント伯ジョン・ジャーヴィスによって、また1793年から1815年の他の提督達によって完成された。

### マハンのシーパワー
海軍戦略に関わる概念として、シーパワーを提唱したのが、アルフレッド・セイヤー・マハンである。シーパワーとは海軍力を含めた海洋に関する国家の能力である。マハンはアメリカの海軍少将であり、歴史学者でもある。アントワーヌ・アンリ・ジョミニの戦争概論に影響された彼は、来るべき戦争では制海権を持つことが貿易や戦争遂行に必要な資源を管理するシーパワーが必要になると考えた。
マハンの提言では、18世紀英仏間の戦争では海軍力により海上を制した方がその成果に直結したことを示しており、それ故に、海上貿易を支配することが戦争を前に最も大切なことであるとした。マハンの見解では、敵艦隊を破壊するか行動を抑えてしまうチョークポイントにその海軍力を集中させれば制海権をとることができる。敵軍の港を封鎖したり、その連絡網を遮断したりすることがその次の戦略である。マハンは海戦の真の目的は常に敵艦隊にあると信じていた。
マハンの著書『海上権力史論』は1890年に「仏国革命時代海上権力史論」は1892年に出版され、彼の理論が1898年から1914年にかけて海軍戦略に大きな影響を与え、さらにその後の軍備拡張競争に影響を与えた。

### コロン兄弟
イギリスにおいてはジョン・Ｈ・コロン船長(1838年-1909年)が論文や講義の中で、海軍は帝国の防衛のために最も重要な要素であると主張した。彼の兄、フィリップ・ハワード・コロン(1831年-1899年)は、彼の著書「海戦」（1891年出版）の中で、近代海戦に適用できる歴史的法則を見いだそうとした。しかし、彼らの著作はマハンほどの影響を及ぼすことはできなかった。

### コーベットの海軍戦略
ジュリアン・コーベット卿（1854年-1922年）は、イギリス海軍の歴史学者であり、イギリス帝国海軍大学で教鞭を取っていた。彼の著作「海洋戦略の諸原則」はこの世界の古典となっている。
コーベットは、マハンの理論とは異なり、戦闘に重点を置いた。彼は海戦と陸戦の相互依存関係を重視して海戦の目的が制海権だけでなく敵の海上貿易を破壊することであり、通商破壊で敵を減衰させることが海軍戦略であると考えた。また戦闘そのものよりも海上での通信連絡の重要さを認め、艦隊の主目的は連絡網の確保と、敵の連絡網の破壊であり、必ずしも敵の艦隊を破壊することを求めるべきではないとした。
コーベットにとって、制海権は相対的なものであり絶対的なものではない。一般的あるいは地域的な論議、一時的か恒久的かといったカテゴリーに区分けされるものであるとした。コーベットは支配的な連絡網を確保するための２つの方法を提案した。敵の軍艦や商船を破壊または捕獲する物理的な方法と、海上封鎖である。

### 世界大戦の影響
第一次世界大戦では、潜水艦が導入され、新兵器の開発と海戦の戦術開発につながった。２つの世界大戦で、潜水艦は主に商船の破壊活動に使われ、それ自身が制海権を確保するものではない。しかし、潜水艦という形の「貿易戦争支援」戦略が1917年にはイギリスを瀬戸際まで追い込み、遅まきながら護送船団（コンボイ）の再導入ということになった。同じ戦略をアメリカが第二次世界大戦中の1943年から太平洋戦争で採用し、日本軍を負かした。
ドイツは海上艦や他の補助的な商船破壊手段を使って連合国の貿易活動を妨げようと試み、かなりの成果と時間的な遅れをもたらしたものの、両大戦とも連合国軍の連絡網を完全に破壊するまでには至らなかった。
軍用機の開発でさらに戦術的な変化が起こった。航空母艦を含む艦隊の出現である。アメリカ軍は、太平洋の日本軍に占領された島々をすべて落としていくよりも、飛び石伝いに艦隊基地や航空基地を作るために必要な島のみを落としていく飛び石作戦（アイランド・ホッピング）を取った。第二次世界大戦の終わりまでに、制海権は海上の制海権ばかりではなく、その上空や海中をも含むようになった。

### 現代の海軍戦略
海軍戦略は、陸や空の戦いを含む総論的な戦略に変わってきた。
海軍戦略は技術の進歩とともに常に発展を続けている。例えば冷戦時代のソビエト海軍は、NATOに対抗してブルーウォーター（外洋）を支配することから、バレンツ海やオホーツク海の砦を守る方に戦略を変えた。